# Pavilhão do Conhecimento
Het Pavilhão do Conhecimento is een wetenschappelijk museum gelegen aan de rivier de Taag in de wijk Parque das Nações in Lissabon, Portugal. Het is een interactief museum voor wetenschap en technologie met het doel dit voor het publiek toegankelijker te maken.

## Geschiedenis
Het museum is gevestigd in het gebied dat in 1998 werd gebruikt voor Expo '98, de wereldtentoonstelling die dat jaar in Lissabon werd gehouden. Het gebouw is ontworpen door de architect João Luís Carrilho da Graça en ingenieur António Adão da Fonseca en ontving in het jaar van opening de Prémio Valmor, een prijs die jaarlijks wordt uitgereikt door de gemeente Lissabon aan het beste architectonische nieuwe gebouw. Tijdens de wereldtentoonstelling werd in het gebouw van het museum een tentoonstelling die de relatie tussen mens en de oceanen in die tijd die liet zien gehouden. Bijzondere bezienswaardigheden waren onder andere een vitrine met miniatuur-hologrammen, modellen van boten en onderzeeërs en een levensgroot model van een onderzeeër ontworpen door Leonardo da Vinci. Na het evenement werd de ruimte verbouwd en in juli 1999 geopend voor het publiek. Sindsdien is dit het grootste interactieve centrum voor wetenschap en technologie in het land.